# O Sonho de uma Noite de São João
O Sonho de uma Noite de São João (em castelhano:  El sueño de una noche de San Juan; em galego:  O soño dunha noite de San Xoán) é um filme de animação luso-espanhol realizado por Ángel de la Cruz e Manuel Gómez Santos, produzido pelos estúdios Dygra Films e Appia Filmes e baseado na peça teatral Sonho de uma Noite de Verão de William Shakespeare. A pré-estreia mundial do filme aconteceu em Corunha, na Galiza a 23 de junho. Em todos os cinemas de Espanha foi exibido a 1 de julho e nos cinemas portugueses a 21 de julho de 2005.

## Elenco
| Personagem       | Vozes espanholas                                                                                  | Vozes portuguesas                                               |
| ---------------- | ------------------------------------------------------------------------------------------------- | --------------------------------------------------------------- |
| Helena           | Yolanda Mateos                                                                                    | Carla de Sá                                                     |
| Lisandro         | Gabino Diego                                                                                      | Pedro Granger                                                   |
| Demetrio         | Luis Bajo                                                                                         | Pedro Abrunhosa                                                 |
| Teseu            | Juan Antonio Gálvez                                                                               | Luís Lucas                                                      |
| Óberon           | Juan Perucho                                                                                      | Carlos Vieira de Almeida                                        |
| Pekas            | Sara Vivas                                                                                        | Rui Oliveira                                                    |
| Titânia          | Victoria Angulo                                                                                   | Lúcia Moniz                                                     |
| Mostarda         | Carmen Marchi                                                                                     | Rita Blanco                                                     |
| Filostrato       | José Luis Gil                                                                                     | Fernando Luís                                                   |
| Bruxas           | Emma Penella, Isabel Ordaz e Gemma Cuervo                                                         | Lurdes Priti, Claudia Cadima e Ermelinda Duarte                 |
| Vozes adicionais | Iñaki Crespo, David García Vázquez, José Escobosa, Luis Marín, Carlos Ysbert e María Jesús Varona | Tiago Aldeia, Bruno Ferreira, Pedro Gonçalves e Artur Guimarães |

| Equipa Técnica                   | Equipa Técnica                                         |
| -------------------------------- | ------------------------------------------------------ |
| Director de Dobragem             | Claudia Cadima                                         |
| Produção de Dobragem             | Raul Barbosa                                           |
| Técnico de Registo de Diálogos   | Jorge Pinto                                            |
| Casting de Vozes e Canções       | Pedro Caio Gonçalves e Raul Barbosa                    |
| Tradução                         | Patrícia Bairrada, Rute Arnóbio e Carolina Ramos Basto |
| Estúdio de Dobragem              | On Air                                                 |
| Director Musical                 | Artur Guimarães                                        |
| Tenor                            | Artur Guimarães                                        |
| Letra e Música (Fado de Titania) | Artur Guimarães                                        |
| Solistas                         | Anabela, David Olavo Zego e Ricardo Quintas            |
| Estúdio de mistura               | Sonora Estudios                                        |
| Estúdio de gravação              | ESMAE (Fado de Titania) por Bruno Pereira              |